# Aoteadrillia finlayi
Aoteadrillia finlayi is een slakkensoort uit de familie van de Horaiclavidae. De wetenschappelijke naam van de soort is voor het eerst geldig gepubliceerd in 1942 door Powell.